# KEIRINグランプリ07
KEIRINグランプリ07（ケイリン・グランプリ・ゼロセブン）は、2007年12月30日<日>に立川競輪場（東京都立川市）で開催された、2007年のKEIRINグランプリである。優勝賞金1億円。

## 出場選手
| 車番 | 選手     | 登録地 | 出場要件事項                       |
| ---- | -------- | ------ | ---------------------------------- |
| 1    | 小嶋敬二 | 石川   | 高松宮記念杯競輪、寬仁親王牌優勝。 |
| 2    | 佐藤友和 | 岩手   | 取得賞金順位第7位。                |
| 3    | 伏見俊昭 | 福島   | 取得賞金順位第4位。                |
| 4    | 手島慶介 | 群馬   | 取得賞金順位第9位。                |
| 5    | 飯嶋則之 | 栃木   | オールスター競輪優勝。             |
| 6    | 兵藤一也 | 群馬   | 取得賞金順位第6位。                |
| 7    | 有坂直樹 | 秋田   | 日本選手権競輪優勝。               |
| 8    | 渡邉晴智 | 静岡   | 取得賞金順位第8位。                |
| 9    | 山崎芳仁 | 福島   | 競輪祭、全日本選抜競輪優勝。       |

- 補欠選手は山田裕仁（岐阜）[2]

※取得賞金順位の算定期間は2007年1月1日 - 12月4日。

## 競走内容
北日本4車は2つのラインに分かれた。
青板通過（残り3周）時点での並びは、佐藤 - 有坂 / 小嶋 - 渡辺 / 手島 - 兵藤 / 山崎 - 伏見 - 飯島で、コマ切れ4分戦となった。
青板BS（残り2周半）で山崎以下3人が動き出し、小嶋の外側をフタをしながら赤板を通過（残り2周）。
打鐘（残り1周半）で佐藤が仕掛けると山崎も応戦、4角手前でスパート。佐藤は一旦引いて4番手に収まり、最終HS（残り1周）で山崎が逃げる展開となる。
佐藤の外側にいた小嶋が最終1角から捲りを打つが、後位の渡辺は踏み遅れて千切れる。小嶋は3角で逃げる山崎を捕らえて交わすも、伏見が上手く切り替え小嶋の後位に収まり、最後は二人のマッチレースとなった。
ゴール寸前で伏見が交わし優勝、2着に小嶋、3着に飯島が入線。

## 競走結果
| 着順 | 選手     | 着差     | 決まり手 |
| ---- | -------- | -------- | -------- |
| 1    | 伏見俊昭 | ‌         | 差し     |
| 2    | 小嶋敬二 | 3/4車輪  | 捲くり   |
| 3    | 飯嶋則之 | 1/2車身  |          |
| 4    | 渡邉晴智 | 3/4車身  |          |
| 5    | 有坂直樹 | 1/2車身  |          |
| 6    | 山崎芳仁 | 3/4車輪  |          |
| 7    | 兵藤一也 | 1車身1/2 |          |
| 8    | 佐藤友和 | 1/4車輪  |          |
| 9    | 手島慶介 | 落携入   |          |

## 配当金額
| 車番二連勝単式 | 3-1   | 3,520円  |
| 三連勝単式     | 3-1-5 | 37,470円 |

## エピソード
- 地上波中継は、テレビ東京《TXN系列 全14局ネット》が放送したが、この年でテレビ東京系列としては、最後のKEIRINグランプリ中継になっている[注 1][4]。
- GP単体の売上は、63億8341万0600円。目標の65億円には、届かなかった。
- シリーズ三日間の売り上げは156億8118万2300円と目標の155億円を突破して、三年連続で前年を上回った。

### 競走データ
- 当レースに出場した全9選手は2007年12月27日より実施され、合計18名の在籍者で構成される初代S級S班選手でもあった。S級S班の地位は、2008年12月26日まで保障されることになっている[5]。
- 優勝した伏見俊昭は、北京五輪出場権獲得のためのワールドカップシリーズ転戦の中、今回のKEIRINグランプリ07が1ヵ月半ぶりの日本国内での競輪レース出場であったが、競輪レース勘のブランクをものともせず、最終周回で3番手に付け、最終直線で先頭に立った小嶋敬二を僅かの差で差し切り、6年ぶり2度目のグランプリ制覇を飾った。尚、伏見はこのグランプリ制覇で獲得した賞金により、2007年度競輪選手賞金王も獲得した他、生涯獲得賞金額が10億円を突破した[6]。